# Доктрина Синатры
Доктрина Синатры — шутливое название внешнеполитического курса, официально взятого Советским Союзом осенью 1989 года и характеризующегося отказом от удержания любой ценой в сфере своего влияния восточноевропейских и иных зависимых от СССР стран.
Это название, наиболее популярное в США, восходит к выступлению представителя МИД СССР Геннадия Герасимова в популярной американской телевизионной программе «Доброе утро, Америка» 25 октября 1989 года. Герасимов комментировал прозвучавшую двумя днями ранее речь Эдуарда Шеварднадзе, в которой министр иностранных дел СССР провозгласил намерение Советского Союза не вмешиваться впредь во внутренние дела других государств, в том числе государств Варшавского договора. В своём комментарии Герасимов в шутку назвал новую внешнеполитическую доктрину СССР доктриной Фрэнка Синатры, имея в виду знаменитую песню Синатры «Я это делал на свой лад» (англ. I Did It My Way), — так и другие страны будут далее жить каждая на свой лад. Декларация Шеварднадзе и комментарий Герасимова, прозвучавшие в самом начале процесса поочередного падения коммунистических правительств в Восточной Европе, стали для всего мира свидетельством отказа СССР от удержания этих стран в сфере своего влияния любой ценой.